# Oberliga Bayern
La Oberliga Bayern è il secondo livello del campionato dilettantistico bavarese di calcio, sotto la Regionalliga Süd e sopra le Landesliga. Corrisponde al quinto livello del sistema calcistico tedesco; era il quarto livello fino al 2008, quando venne introdotta la 3. Liga.
Fondata nel 1994 per sostituire la Amateur-Oberliga Bayern, nel 2012 verrà nuovamente riformata e divisa in due gironi: Bayernliga Nord e Bayernliga Süd.
I vincitori dell'Oberliga sono promossi nella nuova Regionalliga Bayern, mentre i retrocessi passano nella categoria inferiore, che dal 2012 passa da tre a cinque gironi:
- Landesliga Nordost
- Landesliga Nordwest
- Landesliga Mitte
- Landesliga Südost
- Landesliga Südwest

## Vincitori
| Stagione  | Club                |
| 1994-95   | Wacker Burghausen   |
| 1995-96   | SC Weismain         |
| 1996-97   | TSV 1860 München II |
| 1997-98   | FC Schweinfurt 05   |
| 1998-99   | SV Lohhof           |
| 1999–2000 | SSV Jahn Regensburg |
| 2000-01   | SpVgg Ansbach       |
| 2001-02   | FC Augsburg         |
| 2002-03   | 1. SC Feucht        |
| 2003-04   | TSV 1860 München II |
| 2004-05   | SpVgg Bayreuth      |
| 2005-06   | FC Ingolstadt 04    |
| 2006-07   | SSV Jahn Regensburg |
| 2007-08   | SpVgg Bayreuth 1    |
| 2008-09   | SpVgg Weiden        |
| 2009-10   | FC Memmingen        |
| 2010-11   | FC Ismaning 2       |
| 2011-12   | TSV 1860 Rosenheim  |

| Stagione | Girone Sud        | Girone Nord         |
| 2012-13  | Schalding-Heining | Schweinfurt 05      |
| 2013-14  | Aichach           | Bayreuth            |
| 2014-15  | Rain-Lech         | Vikt. Aschaffenburg |
| 2015-16  | Garching          | Seligenporten       |
| 2016-17  | Pullach           | Eichstätt           |
| 2017-18  | Heimstetten       | Vikt. Aschaffenburg |
| 2018-19  | Turkgucu München  | Aubstadt            |

- 1 Al SpVgg Bayreuth fu rifiutata una licenza per la Regionalliga
- 2 Il FC Ismaning ha rifiutato la promozione che è stata quindi assegnata al FC Ingolstadt II